# Поляков, Иван Матвеевич
Иван Матвеевич Поляков (1919—1944) — советский военный лётчик. Участник Великой Отечественной войны, Герой Советского Союза (1944, посмертно). Старший лейтенант. 1 июня 1944 года в 40 километрах северо-восточнее города Коростень на истребителе Ла-5 тараном уничтожил немецкий самолёт-разведчик Ю-88.

## Биография
Иван Матвеевич Поляков родился 11 сентября 1919 года в уездном городе Вольске Саратовской губернии РСФСР (ныне город, районный центр в Саратовской области Российской Федерации) в семье рабочего Матвея Михайловича Полякова. Русский. Окончил 7 классов средней школы и школу фабрично-заводского ученичества. До призыва на военную службу работал слесарем на Вольском цементном заводе «Большевик». Одновременно занимался в Вольском аэроклубе.
В ряды Рабоче-крестьянской Красной Армии И. М. Поляков был призван в 1938 году. После окончания в 1940 году Энгельсской военной авиационной школы пилотов он служил в ней пилотом-инструктором. В первые годы войны Иван Матвеевич занимался обучением молодых пилотов. Его многочисленные рапорты об отправке на фронт были удовлетворены только в конце 1943 года. В декабре 1943 года он был направлен лётчиком-истребителем в 907-й истребительный авиационный полк особого назначения 148-й истребительной авиационной дивизии ПВО 9-го истребительного корпуса ПВО, который в конце марта 1944 года был включён в состав Северного фронта ПВО. Воевал на истребителе Ла-5.
В апреле 1944 года Генеральный штаб Красной Армии приступил к разработке оперативного плана операции «Багратион». Успех летней кампании 1944 года во многом зависел от скрытной подготовки к предстоящей операции. Напротив, немецкое командование в преддверии предстоящего летнего наступления Красной Армии в мае-июне 1944 года активизировало разведывательную работу, сделав ставку на радио — и авиационную разведку. Немецкие самолёты-разведчики регулярно появлялись над крупными железнодорожными узлами в тылу советских войск. Перед истребительной авиацией ПВО руководством Красной Армии была поставлена задача по их перехвату и уничтожению.
13 мая 1944 года немецкий самолёт-разведчик Ю-88 был замечен на подлёте к крупному железнодорожному узлу Коростень. На его перехват с полевого аэродрома под Коростенем взлетел самолёт старшего лейтенанта И. М. Полякова. На высоте 8000 метров Иван Матвеевич обнаружил противника и двумя очередями сбил вражеский самолёт. Это была первая личная победа лётчика. 1 июня 1944 года другой немецкий Ю-88 сумел прорваться к железнодорожному узлу Киев, и уклонившись искусным манёвром от зенитного огня, сделал фотографии важных военных объектов. Упустить самолёт-разведчик было нельзя. В 6 часов 25 минут на его перехват поднялся самолёт И. М. Полякова. В 7 часов 30 минут в районе села Базар Народичского района Житомирской области на высоте 8000 метров Иван Матвеевич обнаружил немецкий самолёт и вступил с ним в бой. «Юнкерс», ведомый опытным экипажем, несколько раз уклонялся от выстрелов пушек советского истребителя. Пытаясь оторваться от Ла-5, немецкий лётчик бросил свою машину в пике. Поляков бросился за ним, однако боезапас его орудий закончился. Когда оба самолёта вышли из пике, Поляков сделал горку и обрушил свою машину на вражеский самолёт. Обломки Ла-5 и Ю-88 упали в районе хутора Россоховский. Экипаж немецкого самолёта и советский лётчик погибли. Однополчане похоронили Ивана Матвеевича в городе Коростень в парке имени Н. А. Островского.
Указом Президиума Верховного Совета СССР от 18 ноября 1944 года старшему лейтенанту Полякову Ивану Матвеевичу было присвоено звание Героя Советского Союза посмертно.

## Награды
- Медаль «Золотая Звезда» (18.11.1944, посмертно);
- орден Ленина (18.11.1944, посмертно).

## Память
- Мемориальная доска в честь Героя Советского Союза И. М. Полякова установлена на здании Школы искусств в городе Вольске Саратовской области.
- Именем Героя Советского Союза И. М. Полякова названа улица в городе Вольске Саратовской области.

## Документы
- Общедоступный электронный банк документов «Подвиг Народа в Великой Отечественной войне 1941—1945 гг.» Дата обращения: 24 августа 2012. Архивировано из оригинала 13 марта 2012 года.

Представление к званию Героя Советского Союза и указ ПВС СССР о присвоении звания. Дата обращения: 26 ноября 2015. Архивировано 29 октября 2012 года.
- Обобщенный банк данных «Мемориал». Дата обращения: 24 августа 2012. Архивировано из оригинала 10 мая 2012 года.

ЦАМО, ф. 33, оп. 583784, д. 11. Дата обращения: 24 августа 2012. Архивировано 29 октября 2012 года.
ЦАМО, ф. 33, оп. 594259, д. 47. Дата обращения: 24 августа 2012. Архивировано 29 октября 2012 года.
Учётная карточка захоронения ЗУ380-06-530. Дата обращения: 24 августа 2012. Архивировано 29 октября 2012 года.
Схема захоронения  ЗУ380-06-530. Дата обращения: 24 августа 2012. Архивировано 29 октября 2012 года.